# 仲田正之
仲田 正之（なかだ まさゆき、1946年 - ）は、日本史学者。
静岡県田方郡韮山町生まれ。祖父は江川英龍家の執事だった。1971年駒澤大学大学院日本史学修士課程修了。1972年静岡県立沼津東高等学校教諭となり、静岡県立伊豆中央高等学校教諭、静岡県立三島北高等学校教諭  駒澤大学非常勤講師、静岡県立韮山高等学校教諭などを務めた。1998年「韮山代官の総合的研究」で駒澤大学博士（日本史学）。

## 著書
- 『江川坦庵』吉川弘文館 人物叢書 1985
- 『韮山代官江川氏の研究』吉川弘文館 1998
- 『近世後期代官江川氏の研究 支配と構造』吉川弘文館 2005
- 『実伝江川太郎左衛門』鳥影社 2010

### 編
- 『大塩平八郎建議書』編校註 文献出版 1990
- 『韮山町史別篇資料集 近世史料 補遺』編 韮山町史刊行委員会 1998
- 『伊豆と黒潮の道 街道の日本史』編 吉川弘文館 2001

## 論文
- Cinii